# Quilonia
Quilonia ist eine Gattung der zu den Fadenwürmern gehörenden Strongyliden, die im Magen-Darm-Trakt von Elefanten und Nashörnern parasitieren. Typart ist der beim Indischen Elefanten vorkommende Parasit Quilonia renniei.

## Merkmale
Die Mundöffnung ist nach vorn gerichtet und von einem Kragen aus etwa 20 blattartigen Bildungen umgeben, deren Zahl zur Artdifferenzierung herangezogen wird, deren Funktion aber unbekannt ist. Die Mundkapsel ist sehr kurz und ein oder mehrere Zähne ragen vom Ösophagus in die Mundhöhle. Der Ösophagus ist zylindrisch. Die dreilappige Bursa copulatrix (Begattungstasche) ist asymmetrisch, der rückenseitige Lappen ist länger als die seitlichen. Die bauchseitige Rippe der Begattungstasche teilt sich, die externolateralen und lateralen Rippen entspringen aus einem gemeinsamen Stamm. Die beiden Spicula sind gleich lang und ihre Enden sichelförmig. Ihre Führungsstruktur (Gubernaculum) ist lang, gebogen und spitz. Die Vulva liegt im hinteren Körperdrittel. Ein Ovijektor ist vorhanden. Der hintere Uteruszweig biegt sich nach vorn, alle Uteruszweige erstrecken sich kopfwärts.

## Arten
Zur Gattung gehören folgende Arten:
- Quilonia africana, Wirt Afrikanischer Elefant, im Magen
- Quilonia apiensis, Wirt Afrikanischer Elefant, im Darm
- Quilonia brevicauda, Wirt Afrikanischer Elefant, im Darm
- Quilonia ethiopica, Wirt Afrikanischer Elefant, im Darm
- Quilonia khalili, Wirt Afrikanischer Elefant, im Darm
- Quilonia loxodontae, Wirt Afrikanischer Elefant, im Darm
- Quilonia magna, Wirt Afrikanischer Elefant, im Darm
- Quilonia parva, Wirt Spitzmaulnashorn, im Darm
- Quilonia rhinocerotis, Wirt Spitzmaulnashorn
- Quilonia renniei, Wirt Indischer Elefant, im Dickdarm
- Quilonia travancra, Wirt Indischer Elefant, im Dickdarm
- Quilonia uganda, Wirt Afrikanischer Elefant, im Darm